# Kanetisa digna
Kanetisa digna là một loài bướm ngày thuộc họ Nymphalidae. Nó được tìm thấy ở Ấn Độ.

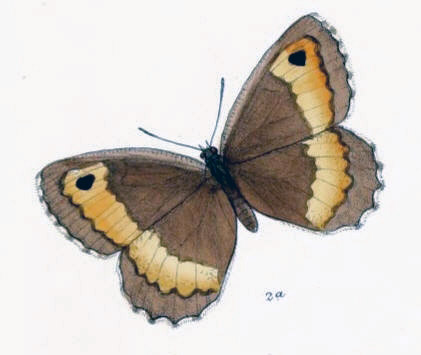